# Yarrow Stone
Der Yarrow Stone (auch als Liberalis Stone bekannt) ist ein Menhir (engl. Standing Stone). Er steht in Whitefield, etwa 900 m westlich des Dorfes Yarrow, westlich von Selkirk in den Scottish Borders in Schottland, in einem hölzernen Gehege an der Nordseite der A708. 

Der Yarrow Stone

Der Basaltstein ist etwa 1,5 m hoch, 82 cm breit und 35 cm dick und trägt eine frühchristliche Inschrift in lateinischer Sprache zum Gedenken an zwei britische Prinzen, die im 5. oder 6. Jahrhundert starben. Das Gebiet stand zu dieser Zeit unter der Kontrolle des britischen Königreichs Strathclyde, das kulturell und sprachlich mehr mit Wales als mit Schottland gemein hatte. 
Der Plattenmenhir mit der typischen (hier unregelmäßigen) Schulterform wurde im Jahre 1803 flach liegend entdeckt, als die als „Annan Street“ bekannte Moorfläche erstmals gepflügt wurde. Zu dieser Zeit gab es in der näheren Umgebung noch etwa 20 Hügelgräber. Unter dem Stein wurden menschliche Knochen gefunden. Der Stein wurde zur Aufbewahrung nach Bowhill House verbracht, bevor er am ursprünglichen Fundplatz aufgestellt wurde. 
Die stark verwitterte lateinische Inschrift auf der Ostseite scheint von einem Laien geritzt worden zu sein und lautet: „Dies ist die immerwährende Erinnerung. An diesem Ort liegen die berühmten Fürsten Nudoss und Dumnogenus. In diesem Grab liegen die beiden Söhne von Liberalis.“ 
In der Nähe stehen die unbeschrifteten Menhire Glebe Stone und Warrior’s Rest.